# 椅子山 (潜水艦母艇)
椅子山（いすざん）は日本海軍の潜水艦母艇。
艦名の由来は旅順北方にある日清戦争、日露戦争で戦場となった高地「椅子山」。
元はロシアの客船（曳船とする資料もある）で旅順と大連間を運行、排水量は200トンクラスの小艇だった。日露戦争により1905年（明治38年）に捕獲、1906年（明治39年）7月23日に雑役船（潜水艇母船）「椅子山丸」と命名、使用された。1920年（大正9年）7月1日に特務艇（潜水艦母艇）に編入し「椅子山」と改名。1922年（大正11年）4月1日に除籍された。

## 案子山丸
案子山丸（あんしざんまる）は同じく日露戦争で捕獲された元ロシア船。同じく旅順北方の高地の名前による命名でテーブル山の意味。雑役船に編入、特務艇には編入されなかった。